# Ayumi Niekawa
Ayumi Niekawa (牲川 歩見 Niekawa Ayumi?, Shizuoka, 12 de mayo de 1994) es un futbolista japonés que juega como guardameta en el Urawa Red Diamonds de la J1 League.

## Trayectoria

### Clubes
| Club                         | País  | Año       |
| ---------------------------- | ----- | --------- |
| Júbilo Iwata                 | Japón | 2013-2018 |
| J. League sub-22 (cedido)    | Japón | 2014-2015 |
| Sagan Tosu (cedido)          | Japón | 2016      |
| Thespakusatsu Gunma (cedido) | Japón | 2017      |
| Azul Claro Numazu (cedido)   | Japón | 2018      |
| Azul Claro Numazu            | Japón | 2019      |
| Mito HollyHock               | Japón | 2020-2021 |
| Urawa Red Diamonds           | Japón | 2022-     |

## Palmarés

### Títulos nacionales
| Título             | Club               | País  | Año  |
| ------------------ | ------------------ | ----- | ---- |
| Supercopa de Japón | Urawa Red Diamonds | Japón | 2022 |

### Títulos internacionales
| Título                      | Club               | País  | Año  |
| --------------------------- | ------------------ | ----- | ---- |
| Liga de Campeones de la AFC | Urawa Red Diamonds | Japón | 2022 |